# داني كارسون
داني كارسون (بالإنجليزية: Danny Carson)‏ هو لاعب كرة قدم بريطاني في مركز الوسط، ولد في 2 فبراير 1981 في Huyton ‏ في المملكة المتحدة. لعب مع نادي تشستر سيتي.